# Zinnia (A961)
Pour les articles homonymes, voir Zinnia (homonymie).
Le Zinnia (A961) était un bâtiment de commandement et de soutien logistique de la Composante marine (Force Navale) de l'armée belge.

Il a été construit en 1966-67 au chantier naval Cockerill Yards à Hoboken. Il était basé à Zeebruges.

## Service
Le bâtiment de soutien logistique et de commandement A961 Zinnia disposait de plusieurs cales et compartiments pour le transport des vivres et des pièces de rechange. Il possédait aussi plusieurs ateliers pour effectuer des réparations et une infirmerie. 

Le Zinnia a participé à de nombreuses opérations, entre autres :
- Zaïre : opération Red Bean (1978) durant la bataille de Kolwezi ;
- Golfe Persique :operation Octopus (1987-88) et opération Southern Breeze (1990-91) ;
- Somalie : opération Equator Kiss (1992-93) (aide humanitaire).

En 1993, le navire a été placé en réserve, mais préservé pour une utilisation éventuelle dans le futur. En 2007, il a été transféré dans un chantier de démolition à Gand.

## Navires ayant porté le nom de Zinnia
- HMS Zinnia (1915-1949) dragueur de mines de la Royal Navy de classe Azalea
- HMS Zinnia (K98) (1940-41) corvette de la Royal Navy de classe Flower